# Aeroporto di Ocrida-San Paolo Apostolo
L'Aeroporto San Paolo Apostolo (IATA: OHD, ICAO: LWOH) (in macedone Аеродром Свети Апостол Павле?, Aerodrom Sveti Apostol Pavle) è l'aeroporto di Ocrida, in Macedonia del Nord. Situato 9 km a nord-ovest della città, è il secondo aeroporto del paese, ed è usato principalmente come alternativa all'Aeroporto Internazionale di Skopje di Skopje e per i turisti diretti a Ocrida e al suo lago.

## Storia
L'aeroporto è stato costruito nel 1952 e il primo volo, della compagnia nazionale jugoslava JAT, è avvenuto nel 1953. All'epoca l'aeroporto era dotato di una sola pista d'erba, lunga 900 metri. In seguito dotatosi di una pista in asfalto, l'aeroporto si è notevolmente sviluppato nel corso degli anni novanta e 2000, mentre l'ultimo rifacimento della pista è avvenuto nel 2004. Nel 2008 il governo macedone ha siglato un accordo di concessione ventennale degli aeroporti di Skopje e Ocrida alla compagnia turca Tepe Akfen Ventures (TAV). L'accordo ha portato a Skopje la costruzione di un nuovo terminale, il rifacimento della pista, nuovi edifici amministrativi, nuove strade d'accesso, nuovi parcheggi e l'incremento del traffico fino a 4 milioni di passeggeri all'anno, mentre l'aeroporto di Ocrida ha ottenuto il rinnovamento del suo terminale e la creazione di una area VIP.

## Flusso passeggeri e merci
| Anno | Passeggeri | Var. % | Carghi (t) | Var. %   |
| ---- | ---------- | ------ | ---------- | -------- |
| 1990 | 67,811     | 20,1%  | 120        | 48,1%    |
| 1991 | 60,440     | 10,9%  | 87         | 37,9%    |
| 1992 | 34,344     | 43,2%  | 127        | 46,0%    |
| 1993 | 48,022     | 39,8%  | 125        | 1,6%     |
| 1994 | 18,681     | 61,1%  | 21         | 83,2%    |
| 1995 | 39,270     | 110,2% | 19         | 9,5%     |
| 1996 | 104,229    | 165,4% | 782        | 4.015,8% |
| 1997 | 42,544     | 59,2%  | 4          | 99,49%   |
| 1998 | 55,417     | 30,3%  | 38         | 850%     |
| 1999 | 74,497     | 34,4%  | 170        | 347,4%   |
| 2000 | 65,941     | 11,5%  | 138        | 18,8%    |
| 2001 | 53,954     | 18,2%  | 37         | 73,2%    |
| 2002 | 60,209     | 11,6%  | 47         | 27%      |
| 2003 | 51,082     | 15,5%  | 27         | 42,6%    |
| 2004 | 32,309     | 36,8%  | 16         | 40,7%    |
| 2005 | 53,901     | 66,8%  | 18         | 12,5%    |
| 2006 | 50,336     | 6,6%   | 14         | 22,2%    |
| 2007 | 45,515     | 9,6%   | 15         | 7,1%     |
| 2008 | 44,413     | 2,4%   | 7          | 53,3%    |
| 2009 | 33,873     | 23,7%  | 0          | 100%     |
| 2010 | 14,095     | 58,4%  | 0          | 0%       |
| 2011 | 78,246     | 455,1% | 0          | 0%       |
| 2012 | 84,736     | 8,3%   | 0          | 0%       |
| 2013 | 83,060     | 2,0%   | 0          | 0%       |
| 2014 | 69,984     | 15,7%  | 0          | 0%       |
| 2015 | 107,916    | 54,2%  | 0          | 0%       |